# Оксипуринол
Оксипуринол, или аллоксантин, — аналог пурина, ингибитор фермента ксантиноксидаза.
Метаболизация до оксипуринола лежит в основе биологического действия аллопуринола — лекарственного препарата, используемого в терапии гиперурицемии.